# Kane (fantasy)
Kane – postać literacka, główny bohater powieści i opowiadań z nurtu „magii i miecza” autorstwa  Karla Edwarda Wagnera, tworzonych w latach 1970–1985.
Kane jest niezwykle silnym wojownikiem i czarnoksiężnikiem. Nie starzeje się i nie może umrzeć śmiercią naturalną, choć można go zabić. Opowieści o nim toczą się w większości w ponurym fantastycznym „starożytnym” lub „średniowiecznym” świecie, choć w niektórych późniejszych opowiadaniach Kane pojawia się we współczesności, np. jako handlarz narkotyków w Lacunae i jako magnat prasowy w At First Just Ghostly.

## Historia Kane’a
Pierwowzorem Kane’a jest biblijny Kain, choć Wagner jako bezpośrednią inspiracją wymieniał postać rewolwerowca o imieniu Cane Miro z filmu Gunslinger. W tej kreacji można dopatrzeć się także motywów prometejskich (rozdział przedstawiający historię Kane’a w powieści Pajęczyna ciemności zatytułowany jest zresztą Wizja Czarnego Prometeusza). Kane był jednym z pierwszy ludzi stworzonych przez szalonego boga dla jego rozrywki. Zabił (udusiwszy własnymi rękami) swojego brata o imieniu Abel i został za to przeklęty przez swego stwórcę, który naznaczył go oczami mordercy i skazał na wieczną wędrówkę. Kane’a można zabić (wedle słów przekleństwa, „gwałt, któremu dał początek, go pokona”), lecz rany na nim goją się nadnaturalnie szybko i nie podlega starzeniu ni chorobom. W opowiadaniu Misericorde nie działa na niego urok rzucony na „syna Adama i Ewy”, co Kane komentuje, że wprawdzie jego ojcem był Adam, lecz Ewa była tylko jego macochą. Pozwala to przypuszczać, że jego prawdziwą matką była Lilith.

## Charakter Kane’a
Kane jest przedstawiony zarówno jako znakomity wojownik, jak i utalentowany czarownik, który spędził wieki podróżując od jednej przygody do następnej. Wagner opisał go jako postać, która „potrafi rozwiązać każdy problem przy pomocy intelektu lub ścinać głowy, jeśli będzie do tego zmuszony”. Kane jest cyniczny, amoralny i skłonny do przemocy (choć zdarzają mu się też szlachetniejsze odruchy), a głównym motorem jego działania wydaje się chęć zabicia nudy. Często wdaje się w skomplikowane intrygi polityczne (Pajęczyna ciemności, Krwawnik, Mroczna krucjata) mające na celu zapewnienie mu panowania nad jakimś terytorium, choć zazwyczaj bez sukcesów. W czasie swojego długiego życia miewał niekiedy związki z kobietami, ma też córkę (prawdopodobnie owoc gwałtu), którą poznaje w opowiadaniu Ofiarowanie (tytuł ang. Raven's Eyrie). Wśród bohaterów fantasy przyrównywany jest do Elrica Michaela Moorcocka.

## Wygląd Kane’a
Kane opisywany jest jako stosunkowo wysoki, potężnie zbudowany, rudowłosy mężczyzna o zimnych niebieskich oczach. Jest leworęczny, choć potrafi posługiwać się niemal równie dobrze prawą ręką.

## Utwory Wagnera w których występuje Kane

### Powieści
- Darkness Weaves With Many Shades (1970) (Pajęczyna ciemności)
- Bloodstone (1975) (Krwawnik)
- Dark Crusade (1976) (Mroczna krucjata)
- Darkness Weaves (1978) (wersja Darkness Weaves With Many Shades bez skrótów wydawcy)

### Zbiory opowiadań
- Death Angel’s Shadow (1973) (Cień anioła śmierci)
  - Reflections for the Winter of My Soul (Chłód mego serca)
  - Cold Light (Zimne światło)
  - Mirage (Miraż)
- Night Winds (1978) (Wichry nocy)
  - Undertow (Odpływająca fala)
  - Two Suns Setting (Zachód dwóch słońc)
  - The Dark Muse (Mroczna muza)
  - Raven's Eyrie (Ofiarowanie)
  - Lynortis Reprise (Odroczenie)
  - Sing a Last Song of Valdese (Ostatnia pieśń Valdesy)
- The Book of Kane (1985)
  - Reflections for the Winter of My Soul, Sing a Last Song of Valdese, Raven's Eyrie oraz
  - Misericorde
  - The Other One
- The gothic touch (krótka nowela)

## Kane w utworach innych autorów
Bohater stworzony przez Wagnera zainspirował innych pisarzy fantasy. Jednym z nich był Richard L. Tierney, który użył (za zgodą Wagnera) postaci Kane’a  w opowiadaniu The Blade of the Slayer, ostatecznie jednak zmieniając mu imię na Nimrod.